# Machimus sadyates
Machimus sadyates là một loài ruồi trong họ Asilidae. Machimus sadyates được Walker miêu tả năm 1849.